# オールニッポン・ニュースネットワーク

初代ロゴ（1970年1月 - 2003年9月）

現行ロゴ（2代目、2003年10月 - ）

オールニッポン・ニュースネットワーク（英: All-Nippon News Network）は、テレビ朝日（EX）をキー局とする、日本の民放テレビ局のニュースネットワークである。略称としてANN（エーエヌエヌ）が使用される。
本項では、ANNがニュースとは別関係の付帯事業として行っている番組供給組織のテレビ朝日ネットワーク（TV Asahi Network）についても解説する。なお、一般に本項で解説するANNとテレビ朝日ネットワークとを合わせてテレビ朝日系列という。

## 概説
「ANN」は正式名称の「オールニッポン ニュース ネットワーク」（All-Nippon News Network）を略したものであるが、キー局のテレビ朝日が朝日新聞社の系列企業であるのみならず加盟局の大半も「朝日」を社名に冠していることもあり「“朝日”ニュースネットワーク」（“Asahi” News Network）の略と誤認されることも珍しくない。ただしこれに関して、当初は「朝日ニュースネットワーク」とするつもりだったが、当時、毎日新聞社と関係の深い在阪局の毎日放送（MBSテレビ）がANN加盟局であったことや、メインネットとしていないクロスネット局には朝日新聞との関連性が薄い局もあったことから朝日を名乗ることができず、Aの部分を「オールニッポン」に置き換えたとする説もある。ただし、1970年のANN発足当時の社名は日本教育テレビ（NET）で、当時は新聞社の資本が混在しており（日本経済新聞社も出資）、朝日新聞に資本が統一されたのは1973年のことである。
ANNは付帯事業として一般番組供給系列も兼ねているが、ニュースとは別扱いとしているため、現在はテレビ朝日ネットワーク（通称：「テレ朝ネットワーク」・「テレビ朝日系列」等） の名称を使用し、包括的番組供給については、現在はフルネット局のみをこの対象とし、クロスネット局に対しては最低限のネット保障としている。また、この番組供給系列には、TBS系列でJNNが付帯事業として運営しているTBSネットワーク（用途によってはニュース系列同様JNNの名称を使用することがある）と同様に、日本テレビ系列のNNSやフジテレビ系列のFNSのような独自の略称が定められていない。ただし、九州朝日放送は『九州朝日放送30年史』で、『ANN』のタイトルがニュースネットのタイトル名にとどまらず、系列全体の名称として使われるようになり、実際に系列社長会が1975年9月5日に『ANN社長会』と、営業責任者会議が1976年4月20日に『ANN局長会』と改称されたことにも言及している。
現在の加盟局は、24のフルネット局と、2つのクロスネット局（福井放送〔FBC〕、テレビ宮崎〔UMK〕）の26局で構成されている。基幹局 のうち、九州朝日放送（KBC）のみラテ兼営 で、それ以外は全てテレビ単営である。
上述のクロスネット局2局含めた系列26局はすべて、ACジャパン（旧・公共広告機構）の正会員企業の一つであり、26社含む計1000社以上の民間企業・団体が所持する資源を少々出し、広告としてテレビのコマーシャルメッセージなどを通じて同団体の公共広告を放映・展開している。
ANN加盟局のうち、青森朝日放送、岩手朝日テレビ、東日本放送、秋田朝日放送、山形テレビ、福島放送、新潟テレビ21、長野朝日放送、静岡朝日テレビの9局は、テレビ朝日の放送持株会社「テレビ朝日ホールディングス」の持分法適用関連会社（関連局）である。
ANNニュースサイトの「ANNネットワーク」のリンク にはクロスネット局も含まれているが、テレビ朝日公式サイトの「系列局」のリンク はフルネット局のみとなっている。
ANNニュース協定と、ネットワーク業務協定には26局全てが参加しているが、スポーツニュース制作協定はクロスネット2局以外の24局の参加となっている。

なお、教育・教養分野の番組については、旧：NETテレビの時代に学校放送の全国ネットを受けていた局が存在する関係で、ANNとは別に民間放送教育協会（民教協）が設けられていて、民教協番組は基本的にテレ朝ネットワークに流れない。民教協の加盟局にはその地域の第1局が多いこともあり、TBS系列が全33局 中16局を占める。ANN系列かつ民教協にも加盟している局は、フルネット局はテレビ朝日、朝日放送テレビ（ABCテレビ）、名古屋テレビ放送（メ〜テレ）の3局だけであり、クロスネット局も福井放送だけである。
「ANN」のロゴは、2003年のテレ朝本社の六本木ヒルズ移転に伴い、当記事冒頭に掲載されているロゴデザインに変更している。また、ロゴマークの色は、原則濃い青の背景と白抜き文字で表示するが、2021年5月31日以降、『ANNニュース』のロゴマークは白い背景色に変更となったため、従来から使用していた青い背景色のロゴマークはYouTubeの『ANNnewsCH』のバナー画像など一部での利用に限られている。

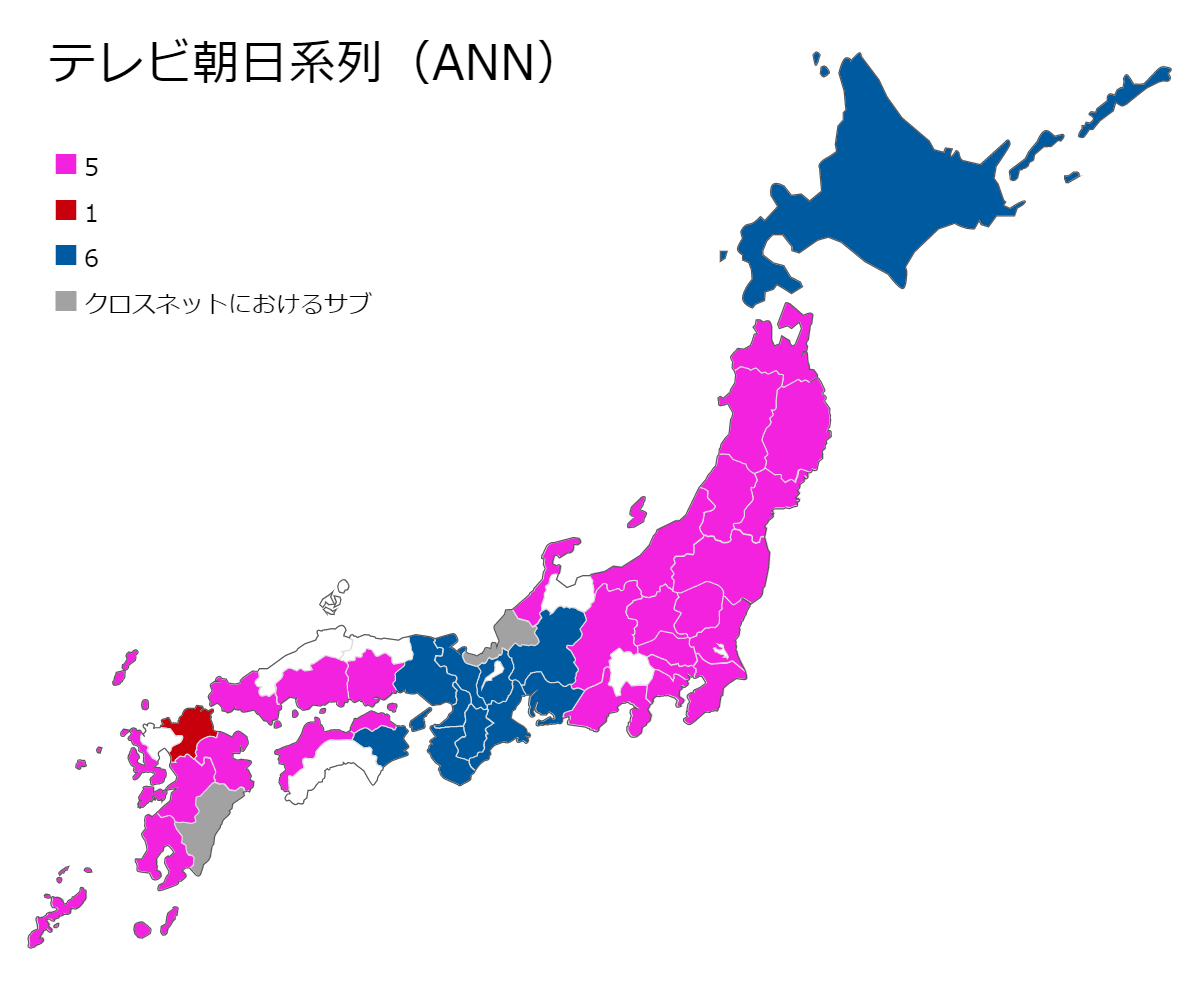
ANN系列のリモコンキーID地図

地上デジタル放送のリモコンキーIDは、テレビ朝日を始めとして「5」が多いが、北海道テレビ（HTB）・メ〜テレ・朝日放送テレビが「6」、福井放送（FBC）が「7」、九州朝日放送（KBC）が「1」、テレビ宮崎（UMK）が「3」である。なお、リモコンキーIDに「5」を使用しない局のうちでは、ABCとKBCのみ、アナログ親局のチャンネル番号を引き継いだ。

### ネットワークの形成
ANNは1970年1月1日に日本教育テレビ（NETテレビ〔NET〕 → 全国朝日放送〔ANB〕→ テレビ朝日〔EX〕）をキー局に発足し、1974年4月1日に各地の系列局とニュース協定を結んだことにより、正式なニュースネットワークとして組織した。

NETテレビのニュースは、当初自ら出資する共同テレビジョンニュース社が制作及び配給を行う『共同テレニュース』を放送する予定であったが、同じ東京地区にあるフジテレビも『共同テレニュース』を放送することになっていたため、重複を避けるべく開局直前にNETテレビの親会社筋である東映が朝日新聞社と提携して朝日テレビニュース社を設立し、同社からニュース提供を受けることに変更。1959年の開局と同時に『NETニュース』が放送されたが、この番組は朝日新聞社の関係で当初から九州朝日放送（KBC） に同時ネットされた。このとき、ANNの骨子が形成されたといえる。

ただし翌1960年3月までは、この番組は関西地区では未放送で、関西地区の取材は東映が契約した地元カメラマン（映画館主等）によって行われていた。同年4月以降関西地区では（毎日新聞社系の）毎日放送 で放送されるが、これは朝日放送が大阪テレビ放送時代よりラジオ東京（現在のTBSテレビ）とニュース協定を結んでいたため、『NETニュース』が放送されなかったからである。なお、MBSテレビはこのネット受けまではニュース番組を自社制作で賄っていた。
その後、（アナログの）UHF局の大量免許・開局に伴い、ネット局が増加したため、1970年1月1日に『NETニュース』を『ANNニュース』に改題したが、相変わらず朝日テレビニュース社が制作した外注ニュース番組 をネット各局が購入する形を採っていた。
ちなみに、ANNが発足した1970年当時の加盟局数は19局であったが、このうち、ANN単独加盟（フルネット）局となったのは、キー局のテレビ朝日（当時はNETテレビ）を除けば、北海道テレビ、中京テレビ、毎日放送（MBSテレビ）、瀬戸内海放送、九州朝日放送の5局だけであった。また、中京広域圏については、中京テレビに加えて名古屋テレビも重複加盟していたほか、ANN発足直後は岡山・高松両地域が広域圏化する前であったため、岡山放送と瀬戸内海放送がそろって加盟していた（この当時は重複加盟ではなかった）。
さらに、青森テレビは開局当初ANN単独加盟局だったが、当初からTBS系列の番組を主体とした実質クロスネットで編成していたため、JNN協定であるクロスネットの禁止に該当することからJNNの正式加盟を見送った経歴があった。ただし、報道取材に関してはネットチェンジまでANNの報道とは別に、特例としてJNNの取材と番組販売が別枠で認められていた。この関係で全国ニュースのほとんどがJNNニュース枠（『ニュースコープ』『JNNニュースデスク』を含む）となり、ANNニュースは昼枠と一部ゴールデンタイムのスポットニュース枠だけで、ニュース以外の番組供給もJNN 7：ANN 3の割合に留まった。その後JNN協定の更なる見直し（「加盟局は他系列局のニュースを流さない」の項目が追加される）に伴い大阪の毎日放送とともに1975年3月31日にANNを脱退、 番組供給も含めJNNに正式加盟（ネットチェンジ）したと同時に青森県のANN加盟局が青森放送に移行し（NNNとのクロスネットとなる）1991年9月30日まで加盟、翌10月1日には加盟局が青森朝日放送に移行した。
1970年3月27日（金曜日）の日本経済新聞（東京版）にNETテレビが出稿した広告では、『ダイナミックにのびるNETネットワーク』の表題で、「北から南まで主要都市を網羅するNETネットワークは更に今年、仙台地区、広島地区の新局 誕生を迎え、ネットワークのパワーアップをめざしています」との説明と、4月改編の新番組紹介とともに、北海道テレビ・青森テレビ・テレビ岩手・福島中央テレビ・新潟総合テレビ・NETテレビ・中京テレビ・名古屋テレビ・毎日放送・テレビ山口・瀬戸内海放送・九州朝日放送・テレビ熊本・テレビ大分・鹿児島テレビに加え、後年には独立局として扱われているサンテレビ・近畿放送と、当時正式にキー局との系列関係がなかったテレビ宮崎を記していた。
1972年版『日本民間放送年鑑』に出稿したNETテレビの広告には、『NETラインネットワーク』の名称で、北海道テレビ・青森テレビ・テレビ岩手・ミヤギテレビ・福島中央テレビ・名古屋テレビ・中京テレビ・毎日放送・岡山放送・広島ホームテレビ・テレビ山口・瀬戸内海放送・九州朝日放送・テレビ熊本・テレビ大分・テレビ宮崎・鹿児島テレビの17局が当時の略称で記されていた。
1975年には、朝日新聞社の意向で、新聞社との資本関係を明確にするため（いわゆるネットチェンジ（腸捻転解消政策））、同年3月31日より、準キー局が毎日放送から朝日放送に変更されている。
テレビ放送を主体に行う放送ネットワークとしては、他系列メインのクロスネット局が多い時代が長く続き（特に1970年代以後に開局した新局の多くはUHFであるため、以前から先発VHFで放送していた『モーニングショー』『アフタヌーンショー』や一部のドラマ・バラエティなどの多くのスポンサードネット番組は、ANN系列開局後もサービスエリアがVHFより狭くなることや、中継局が整備されていないことから、視聴者保護の観点であえてUHF新局に移行せず、既存VHFでのネットを維持した例が多数存在した）、1981年開局の福島放送、1982年開局の鹿児島放送のように民放3局目をANNのフルネット局で開局するケースが出てくるものの、1988年末時点でフルネット局はわずか12局 のみであった。

その後バブル経済当時に郵政省（現在の総務省）が推進した「全国4局化」 や、1987年にテレビ朝日が「10年間に系列局を10局増やす」を目標とするネットワーク強化政策「完全系列22局体制確立」を策定した ことにより、他系列と比較して大きく出遅れた系列局の整備に取り組み、1989年の熊本朝日放送開局を皮切りに、1996年10月の岩手朝日テレビ開局までフルネット新局が増え、現在のフルネット局24局ネットワークを完成 させて、7年間で文字通り「倍増」した。

1996年から2003年まで使用された系列シンボルマーク

岩手朝日テレビの開局に合わせ、系列シンボルマーク（ネットワークシンボル）を制定した（アメリカのグラフィックデザイナー・ティム・ガービンによるもの）。テレビ朝日は制作著作テロップなどでロゴとして使用した（以前より使用されていた赤と緑を用いた「10」マークも併用）。また、各局でも広報等で使用されていたが、2003年10月にテレビ朝日及びANNの新ロゴを制定した後には、使用されなくなった。
なお多局化が進んで以降、一部基幹局はブロックのまとめ役としての役割を担っており、テレビ朝日社長の働きかけにより、東北及び九州地区での経営統合を前提とした放送法の特例が設けられた。
ANNをメインとしないクロスネット局にも、同時または遅れ・先行ネットの番組にもフルネット局と同様のネット保障が受けられ、その保証金が高額だったため、クロスネット局はANNを離れ辛かったという。なお俗に「排他協定」とも言われるJNNのニュース協定との関係上、クロスネット時代のテレビ山口のようにニュース番組をネットせず、一般番組のみのネット保障契約を結んでいた例もあった。ちなみに、現在のJNNでは排他協定の解釈上、他系列とのクロスネットを組むことは一般番組においても不可能である（ただし、宮崎放送や山陰放送などのように、テレビ朝日・ANN制作番組を番組販売や個別スポンサードネット扱いでの購入によりネットしている局はあり、その場合はこの限りではない）。

## 沿革
- 1959年3月 - 日本教育テレビ（NETテレビ。現在のテレビ朝日）開局と同時に、朝日テレビニュース社（東映と朝日新聞社の合弁会社）制作の『NETニュース』として放送開始（オープニングには「朝日新聞製作」のクレジットが入っていた）。九州朝日放送にもネットされる（タイトルは『KBCニュース』）。
- 1959年5月 - 3社ニュース枠向け『朝日新聞ニュース』の制作が朝日テレビニュース社に移管され、実質『NETニュース』と同内容となる。
- 1960年4月 - 毎日放送、札幌テレビにもネットされる。前者は『MBSニュース』、後者は『朝日新聞ニュース』のタイトルで放送。
- 1962年4月 - 名古屋テレビにもネットされ、『朝日新聞ニュース』のタイトルで放送。
- 1967年7月 - 日本の民放で初めての深夜の25分ワイドニュース『NETテレビ（ないしは系列局名） 夜のワイドニュース』開始。
- 1968年11月 - 北海道テレビにもネットされ、『HTBニュース』のタイトルで放送。
- 1969年4月 - 中京テレビにもネットされ、『CTVニュース』のタイトルで放送[注釈 27]。
- 1970年1月 - ANNの発足に伴い、『NETニュース』を『ANNニュース』に改題。ネット局も随時この名称に統一。
- 1973年4月 - 中京広域圏のネット局が名古屋テレビに統一。
- 1974年4月 - ANN協定締結。
- 1975年3月31日 - 関西地区のネット局が腸捻転解消に伴って、MBSテレビからABCテレビに変更。2023年現在もネット継続中。
- 1985年10月 - テレビ朝日『ニュースステーション』放送開始。オフィス・トゥー・ワンが制作プロダクションに導入。制作に全面協力。
- 1987年 - テレビ朝日が「10年間に系列局を10局増やす」を目標とするネットワーク強化政策「完全系列22局体制確立」を策定[9]。
- 1989年4月 - テレビ朝日・朝日放送『サンデープロジェクト』放送開始。制作に全面協力。
- 1989年10月 - 通信衛星を使用して（株）衛星チャンネル（後の朝日ニュースター）を開局。制作に全面協力。
- 1993年4月 - 山形県のネット局が山形テレビに変更。
- 1996年10月 - 岩手朝日テレビ開局。現在のフルネット24局体制が完成し[注釈 28]、上の太陽や下の太陽の影、そして『大』の字がモチーフの系列のシンボルマークを制定[注釈 29]。
- 2004年3月 - テレビ朝日『ニュースステーション』放送終了。オフィス・トゥー・ワンが撤退。
- 2004年4月 - テレビ朝日『報道ステーション』放送開始。古舘伊知郎キャスター出演開始。テレビ朝日『ニュースステーション』放送終了に伴い撤退したオフィス・トゥー・ワンに代わって古舘プロジェクトが制作プロダクションに導入。制作に全面協力。
- 2012年4月1日 - （株）衛星チャンネルより「朝日ニュースター」の経営権がテレビ朝日に委譲される。（2013年4月、テレ朝チャンネル[注釈 30] にチャンネル名統合）
- 2014年4月1日 - テレビ朝日の放送持株会社移行（社名をテレビ朝日ホールディングスに変更）に伴い、キー局がテレビ放送事業を旧社から承継する新法人のテレビ朝日に変更。
- 2016年3月 - テレビ朝日『報道ステーション』古舘伊知郎キャスターが降板。古舘プロジェクトが撤退。これに伴い、テレビ朝日『ニュースステーション』時代から約30年半続いていた制作プロダクションは報道番組から姿を消した。
- 2016年4月 - テレビ朝日『報道ステーション』のスタジオが一新。テレビ朝日単独制作に移行。制作に全面協力。
- 2017年12月28日 - 『ANNスーパーJチャンネル』スタジオ建替え工事のため、テレビ朝日本社のニュースルーム改装となった（ただし、2018年2月18日まで）。
- 2018年2月24日 -『ANNニュース』及び『ANN NEWS＆SPORTS』のスタジオが一新。
- 2018年4月1日 - 朝日放送の放送持株会社移行（社名を朝日放送グループホールディングスに変更）に伴い、テレビ放送事業全般を朝日放送から承継する朝日放送テレビに変更[14][15][16][17]。

## 加盟局

### 現在の加盟局
この表は、日本民間放送連盟公式サイト「会員社放送局」ページの表記に準じて記載している（一部に例外あり）。
- ● - 中波ラジオとの兼営局
- ○ - 関連会社・子会社にラジオ局を持つ局
- △ - 外部サイト（Yahoo!ニュース[18]・YouTubeなど）でのニュースの動画配信実施局（自社サイトでは全局実施）

| 放送対象地域 | 略称/ID | 社名             | 開局日または テレビ放送開始日 | ANN加盟日                                            | 備考 | 記号 |
| ------------ | ------- | ---------------- | ----------------------------- | ---------------------------------------------------- | --- | ---- |
| 北海道       | HTB 6   | 北海道テレビ放送 | 1968年11月3日                 | 1970年1月1日発足時                                   | 基幹局 | △    |
| 青森県       | ABA 5   | 青森朝日放送     | 1991年10月1日                 | 1991年10月1日                                        | | △    |
| 岩手県       | IAT 5   | 岩手朝日テレビ   | 1996年10月1日                 | 1996年10月1日                                        | [ 注釈 32 ] | △    |
| 宮城県       | khb 5   | 東日本放送       | 1975年10月1日                 | 1975年10月1日                                        | 基幹局。2021年9月30日まで、略称表記は大文字の「KHB」 | △    |
| 秋田県       | AAB 5   | 秋田朝日放送     | 1992年10月1日                 | 1992年10月1日                                        | | △    |
| 山形県       | YTS 5   | 山形テレビ       | 1970年4月1日                  | 1975年4月1日加盟 1979年7月1日脱退 1993年4月1日再加盟 | [ 注釈 34 ] | △    |
| 福島県       | KFB 5   | 福島放送         | 1981年10月1日                 | 1981年10月1日                                        | 業務により基幹局扱いの場合あり | △    |
| 関東広域圏   | EX 5    | テレビ朝日       | 1959年2月1日                  | 1970年1月1日発足時                                   | キー局。基幹局。旧社名：日本教育テレビ（略称：NET、呼称：NETテレビ、1959年2月1日 - 1977年3月31日）→ 全国朝日放送（略称：ANB、愛称：テレビ朝日、1977年4月1日 - 2003年9月30日）                            | △    |
| 山梨県       | なし    | なし             | なし                          | なし                                                 | テレビ朝日甲府支局が取材を担当。 |      |
| 新潟県       | UX 5    | 新潟テレビ21     | 1983年10月1日                 | 1983年10月1日                                        | 業務により基幹局扱いの場合あり。旧略称：NT21（開局 - 2006年7月31日）。 | △    |
| 長野県       | abn 5   | 長野朝日放送     | 1991年4月1日                  | 1991年4月1日                                         | 2006年3月26日まで、略称表記は大文字の「ABN」 |      |
| 静岡県       | SATV 5  | 静岡朝日テレビ   | 1978年7月1日                  | 1978年7月1日                                         | 業務により基幹局扱いの場合あり。旧社名：静岡県民放送（略称：SKT、愛称：静岡けんみんテレビ、1993年9月30日まで）。                                                                                         | △    |
| 富山県       | なし    | なし             | なし                          | なし                                                 | テレビ朝日富山支局・北陸朝日放送富山営業支局を富山市に設置。 |      |
| 石川県       | HAB 5   | 北陸朝日放送     | 1991年10月1日                 | 1991年10月1日                                        | | △    |
| 福井県       | FBC 7   | 福井放送         | 1960年6月1日                  | 1989年4月1日                                         | NNN/NNSメインのクロスネット局。 | ●△   |
| 中京広域圏   | NBN 6   | 名古屋テレビ放送 | 1962年4月1日                  | 1970年1月1日発足時                                   | 基幹局。愛称：メ〜テレ。 | △    |
| 近畿広域圏   | ABC 6   | 朝日放送テレビ   | 1956年12月1日                 | 1975年3月31日                                        | 準キー局、基幹局。 | ○△   |
| 鳥取県       | なし    | なし             | なし                          | なし                                                 | テレビ朝日鳥取支局及び米子支局が取材を担当。 |      |
| 島根県       | なし    | なし             | なし                          | なし                                                 | テレビ朝日松江支局及び広島ホームテレビ、山口朝日放送が取材を担当。 |      |
| 広島県       | HOME 5  | 広島ホームテレビ | 1970年12月1日                 | 1970年12月1日                                        | 業務により基幹局扱いの場合あり。旧略称：UHT（開局から1986年3月31日まで）。ニュース取材は島根県大田市・江津市・美郷町・邑南町・川本町・浜田市も含む。愛媛朝日テレビ開局までは愛媛県も取材対象地域だった。 | △    |
| 山口県       | yab 5   | 山口朝日放送     | 1993年10月1日                 | 1993年10月1日                                        | 2006年7月13日まで、略称表記は大文字の「YAB」。ニュース取材は島根県益田市・津和野町・吉賀町も含む。 | △    |
| 徳島県       | なし    | なし             | なし                          | なし                                                 | 朝日放送テレビ徳島支局が取材を担当。 |      |
| 香川県       | KSB 5   | 瀬戸内海放送     | 1969年4月1日                  | 1970年1月1日発足時                                   | 業務により基幹局扱いの場合あり | ○△   |
| 岡山県       | KSB 5   | 瀬戸内海放送     | 1969年4月1日                  | 1970年1月1日発足時                                   | 業務により基幹局扱いの場合あり | ○△   |
| 愛媛県       | eat 5   | 愛媛朝日テレビ   | 1995年4月1日                  | 1995年4月1日                                         | ニュース取材は高知県四万十町・宿毛市・四万十市・大月町・黒潮町も含む。 | △    |
| 高知県       | なし    | なし             | なし                          | なし                                                 | 朝日放送テレビ高知支局及び愛媛朝日テレビが取材を担当。 |      |
| 福岡県       | KBC 1   | 九州朝日放送     | 1959年3月1日                  | 1970年1月1日発足時                                   | 基幹局。長崎文化放送開局までは長崎県も取材対象地域だった。 | ●△   |
| 佐賀県       | なし    | なし             | なし                          | なし                                                 | 九州朝日放送佐賀支局が取材を担当。 |      |
| 長崎県       | NCC 5   | 長崎文化放送     | 1990年4月1日                  | 1990年4月1日                                         | | △    |
| 熊本県       | KAB 5   | 熊本朝日放送     | 1989年10月1日                 | 1989年10月1日                                        | | △    |
| 大分県       | OAB 5   | 大分朝日放送     | 1993年10月1日                 | 1993年10月1日                                        | | △    |
| 宮崎県       | UMK 3   | テレビ宮崎       | 1970年4月1日                  | 1976年4月1日                                         | FNN/FNSメインのNNN、ANNの3系列クロスネット局。 | △    |
| 鹿児島県     | KKB 5   | 鹿児島放送       | 1982年10月1日                 | 1982年10月1日                                        | 業務により基幹局扱いの場合あり | △    |
| 沖縄県       | QAB 5   | 琉球朝日放送     | 1995年10月1日                 | 1995年10月1日                                        | [ 注釈 49 ] | △    |

### 過去の加盟局
●印は加盟当時メインネットであった局。
★印は民間放送教育協会加盟局。
☆印は過去に民間放送教育協会に加盟していた局。
| 放送対象地域 | 略称                  | 社名                                             | ANN加盟期間                                                   | 脱退理由 | 現在の系列                        | 脚注                    |
| ------------ | --------------------- | ------------------------------------------------ | ------------------------------------------------------------- | --- | --------------------------------- | ----------------------- |
| 青森県       | ATV                   | 青森テレビ                                       | 1970年1月1日発足 - 1975年3月30日                              | JNN協定に抵触するため。 | JNN                               | [ 注釈 52 ]             |
| 青森県       | RAB                   | 青森放送★                                        | 1975年3月31日 - 1991年9月30日                                 | 青森朝日放送開局に伴い脱退。 | NNN/NNS                           | [ 注釈 53 ]             |
| 岩手県       | TVI                   | テレビ岩手                                       | 1970年1月1日発足 - 1980年3月31日                              | | NNN/NNS                           | [ 注釈 53 ] [ 注釈 54 ] |
| 宮城県       | MTB → mm34（現：MMT） | 宮城テレビ放送                                   | 1970年10月1日開局 - 1975年9月30日                             | 東日本放送開局に伴い脱退。 | NNN/NNS                           |                         |
| 秋田県       | AKT                   | 秋田テレビ                                       | 1981年4月1日 - 1987年3月31日                                  | 1987年3月31日の協定期限をもって脱退。 | FNN/FNS                           | [ 注釈 55 ]             |
| 山形県       | YBC                   | 山形放送★                                        | 1980年4月1日 - 1993年3月31日                                  | 山形テレビのネットチェンジに伴い脱退。 | NNN/NNS                           | [ 注釈 53 ]             |
| 福島県       | FCT                   | 福島中央テレビ                                   | 1970年4月1日開局 - 1981年9月30日                              | 福島放送開局に伴い脱退。 | NNN/NNS                           | [ 注釈 57 ]             |
| 新潟県       | NST                   | 新潟総合テレビ                                   | 1970年1月1日発足 - 1983年9月30日                              | 新潟テレビ21開局に伴い脱退。 2019年10月から社名は『NST新潟総合テレビ』                                                                                      | FNN/FNS                           |                         |
| 長野県       | TSB                   | テレビ信州                                       | 1980年10月1日開局 - 1991年3月31日                             | 長野朝日放送開局に伴い脱退。 | NNN/NNS                           | [ 注釈 58 ]             |
| 中京広域圏   | CTV                   | 中京ユー・エッチ・エフテレビ放送→中京テレビ放送● | 1970年1月1日発足 - 1973年3月31日                              | 名古屋テレビへの系列一本化のため脱退。 | NNN/NNS                           | [ 注釈 59 ]             |
| 近畿広域圏   | MBS                   | 毎日放送●☆                                       | 1970年1月1日発足 - 1975年3月30日                              | 腸捻転解消のためのネット再編により脱退。 | JNN                               | [ 注釈 60 ]             |
| 岡山県       | OHK                   | 岡山放送                                         | 1970年1月1日発足 - 1970年4月1日 1970年10月1日 - 1979年3月31日 | 1970年は系列整理により脱退したものの方針転換し半年後に再加盟。1979年4月1日の岡山・香川地上波相互乗り入れに伴い脱退。テレビ朝日の番組は瀬戸内海放送に1本化。 | FNN/FNS                           |                         |
| 山口県       | tys                   | テレビ山口                                       | 1970年4月1日開局 - 1978年9月30日                              | JNN協定に抵触するため。 | JNN                               | [ 注釈 61 ]             |
| 山口県       | KRY                   | 山口放送★                                        | 1978年10月1日 - 1993年9月30日                                 | 山口朝日放送開局に伴い脱退。 | NNN/NNS                           | [ 注釈 62 ]             |
| 熊本県       | TKU                   | テレビ熊本                                       | 1970年1月1日発足 - 1989年9月30日                              | 熊本朝日放送開局に伴い脱退。 | FNN/FNS                           | [ 注釈 63 ]             |
| 大分県       | TOS                   | テレビ大分                                       | 1970年4月1日開局 - 1993年9月30日                              | 大分朝日放送開局に伴い脱退。 | NNN/NNS・FNN/FNS （クロスネット） | [ 注釈 63 ]             |
| 鹿児島県     | KTS                   | 鹿児島テレビ放送                                 | 1970年1月1日発足 - 1982年9月30日                              | 鹿児島放送開局に伴い脱退。 | FNN/FNS                           | [ 注釈 63 ] [ 注釈 65 ] |

以下の各局は認定放送持株会社移行により系列局が新社に変更となったものであり、系列を脱退したわけではない。
- 日本教育テレビ → 全国朝日放送 → テレビ朝日（1970年1月1日発足 - 2014年3月31日、（新）テレビ朝日に移行）
- 朝日放送（1975年3月31日 - 2018年3月31日、朝日放送テレビに移行）
- 九州朝日放送（1970年1月1日発足 - 2023年3月31日、（新）九州朝日放送に移行）

### 加盟構想のあった放送局
加盟の意思があった、または加盟を打診されたものの、結局加盟しなかった主な局。
| 放送対象地域 | 略称 | 社名                 | 備考（加盟しなかった理由など） | 現在の所属系列 |
| ------------ | ---- | -------------------- | --- | -------------- |
| 岩手県       | mit  | 岩手めんこいテレビ   | 岩手県第3波のネットワークについて、朝日系を推す椎名素夫と、フジ系を推す小沢一郎の争いがあり、産経新聞の岩手県内での拡販に協力した小沢の意向が反映された。 | FNN/FNS        |
| 富山県       | TUT  | チューリップテレビ   | 1986年の富山県第3局の周波数割り当て時点ではテレビ朝日系列での開局が有力視されていたが、最終的にTBS系列として開局することが決まった。 | JNN            |
| 福井県       | FTB  | 福井テレビジョン放送 | 開局準備期間にNETテレビとも協定を結ぶが、開局直前の1969年7月にフジテレビ（FNN・FNS）系列主体に変更。 | FNN/FNS        |
| 岐阜県       | GBS  | 岐阜放送             | 名古屋テレビ・中京テレビの反対のため。最終的に名古屋テレビが中京広域圏におけるANNフルネット局となった。 | JAITS          |
| 京都府       | KBS  | 京都放送             | 毎日放送が東京12チャンネルを買収して新テレビネットワークを構築する計画がありNETテレビは毎日放送が系列を脱退し、かつ腸捻転解消が実現しなかった場合にはサンテレビジョンと近畿放送（現：京都放送）の系列局化も考えるようになり、京都と神戸に支局を開設し、このころ東京12-MBSの同時ネット番組の編成の関係で放送ができなかったNETの番組は、実際にSUNとKBS、さらに1974年4月に開局したテレビ和歌山にネットを譲って放送した番組もあり、相互供給へ向けた動きも活発になっていたが、新ネットワーク計画は頓挫し最終的に朝日放送が関西広域圏のANNフルネット局となった。 | JAITS          |
| 兵庫県       | SUN  | サンテレビジョン     | 毎日放送が東京12チャンネルを買収して新テレビネットワークを構築する計画がありNETテレビは毎日放送が系列を脱退し、かつ腸捻転解消が実現しなかった場合にはサンテレビジョンと近畿放送（現：京都放送）の系列局化も考えるようになり、京都と神戸に支局を開設し、このころ東京12-MBSの同時ネット番組の編成の関係で放送ができなかったNETの番組は、実際にSUNとKBS、さらに1974年4月に開局したテレビ和歌山にネットを譲って放送した番組もあり、相互供給へ向けた動きも活発になっていたが、新ネットワーク計画は頓挫し最終的に朝日放送が関西広域圏のANNフルネット局となった。 | JAITS          |
| 和歌山県     | WTV  | テレビ和歌山         | 毎日放送が東京12チャンネルを買収して新テレビネットワークを構築する計画がありNETテレビは毎日放送が系列を脱退し、かつ腸捻転解消が実現しなかった場合にはサンテレビジョンと近畿放送（現：京都放送）の系列局化も考えるようになり、京都と神戸に支局を開設し、このころ東京12-MBSの同時ネット番組の編成の関係で放送ができなかったNETの番組は、実際にSUNとKBS、さらに1974年4月に開局したテレビ和歌山にネットを譲って放送した番組もあり、相互供給へ向けた動きも活発になっていたが、新ネットワーク計画は頓挫し最終的に朝日放送が関西広域圏のANNフルネット局となった。 | JAITS          |
| 近畿広域圏   | KTV  | 関西テレビ放送       | 開局準備段階のNETテレビには産経新聞東京本社も関与し、株主の立場で役員を派遣していたが、産経新聞社社長にフジテレビジョンの水野成夫が就任したことに伴い、開局直前にフジテレビとのネットに変更。また、NETテレビも当初は共同テレビジョンに出資していたが、開局前に資本撤退をしている。（当時はANN発足前） | FNN/FNS        |
| 愛媛県       | itv  | あいテレビ           | 愛媛県第3局の開局構想時、「TBS側が経営面の、テレビ朝日側が番組面の責任を持つ」とされ、ANN加盟の可能性もあったが、免許申請の一本化などを経てJNN協定に抵触することもあり、番組面においてもTBS主導での開局にまとめられたこと、その後第4局（愛媛朝日テレビ）の割り当ても決定されたため。 | JNN            |
| 高知県       | KSS  | 高知さんさんテレビ   | 高知県に民放テレビ3局目が割り当てられた際はテレビ朝日がキー局の候補として挙げられ、発起人の間もフジテレビ派とテレビ朝日派に二分されていたが、高知県の要望に加え、経営面でも高知ケーブルテレビなどのフジテレビ派が最終的に主導権を確保したことによってフジテレビがキー局となったため。 | FNN/FNS        |
| 熊本県       | KKT  | 熊本県民テレビ       | 1979年2月末の一本化調整の開始当初は「日本テレビとテレビ朝日2系列のクロスネット局」での開局を目指していたが、在京キー局3社（日本テレビ・フジテレビ・テレビ朝日）による協議の結果、1981年3月24日に熊本県の民放第3局を日本テレビ系列局、鹿児島県の民放第3局をテレビ朝日系列局（鹿児島放送）とし、また、熊本県第4局（テレビ朝日系列局）の早期開局に含みを持たせることを決定したため。 | NNN/NNS        |

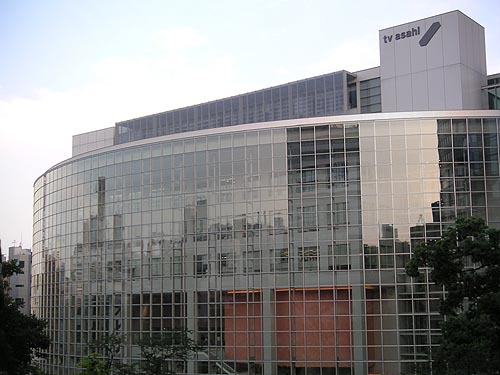
ANNの在京キー局：テレビ朝日（EX、東京都港区六本木6丁目9番1号）
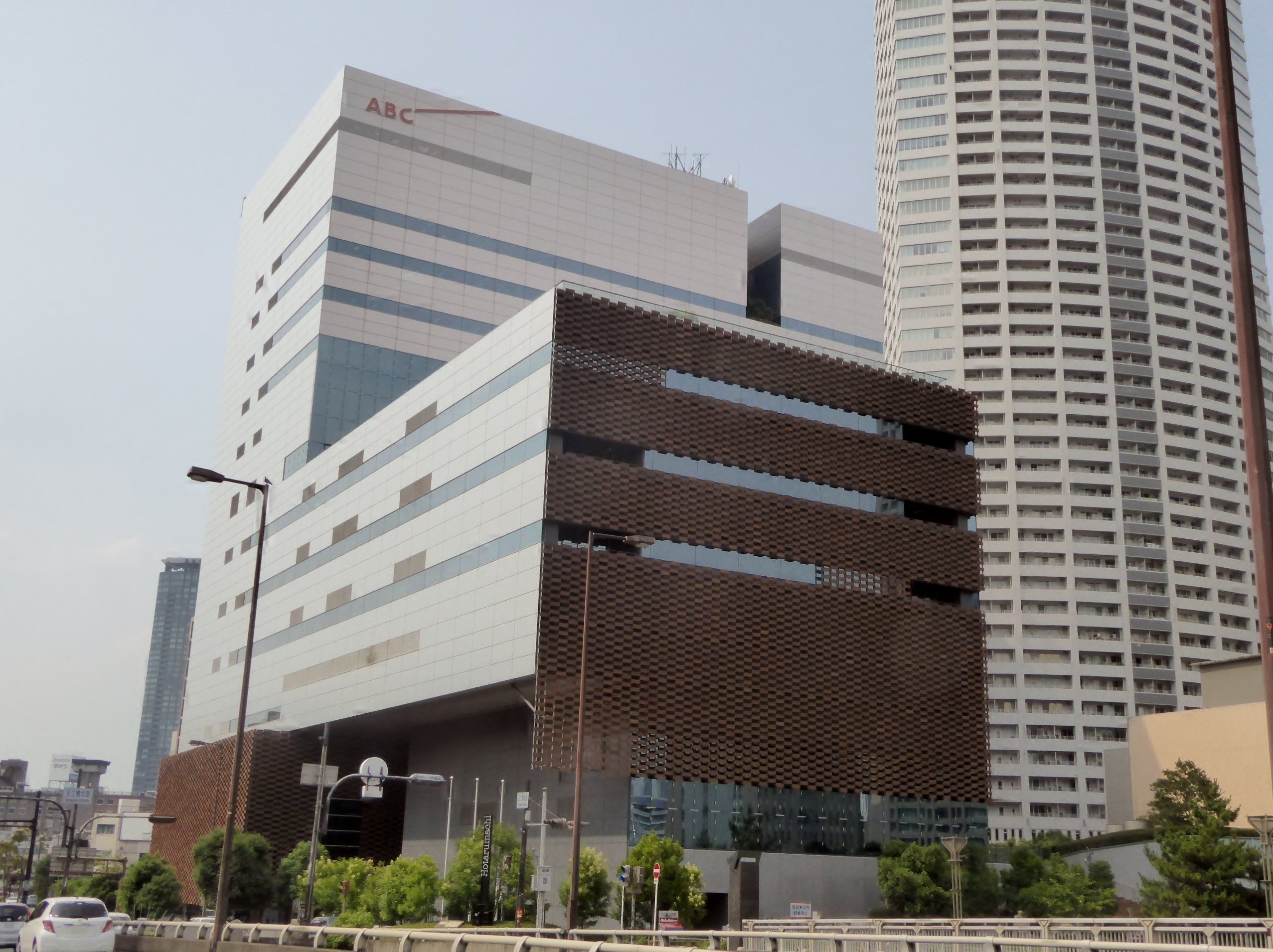
ANNの在阪準キー局：朝日放送テレビ（ABC、大阪府大阪市福島区福島1丁目1番30号）
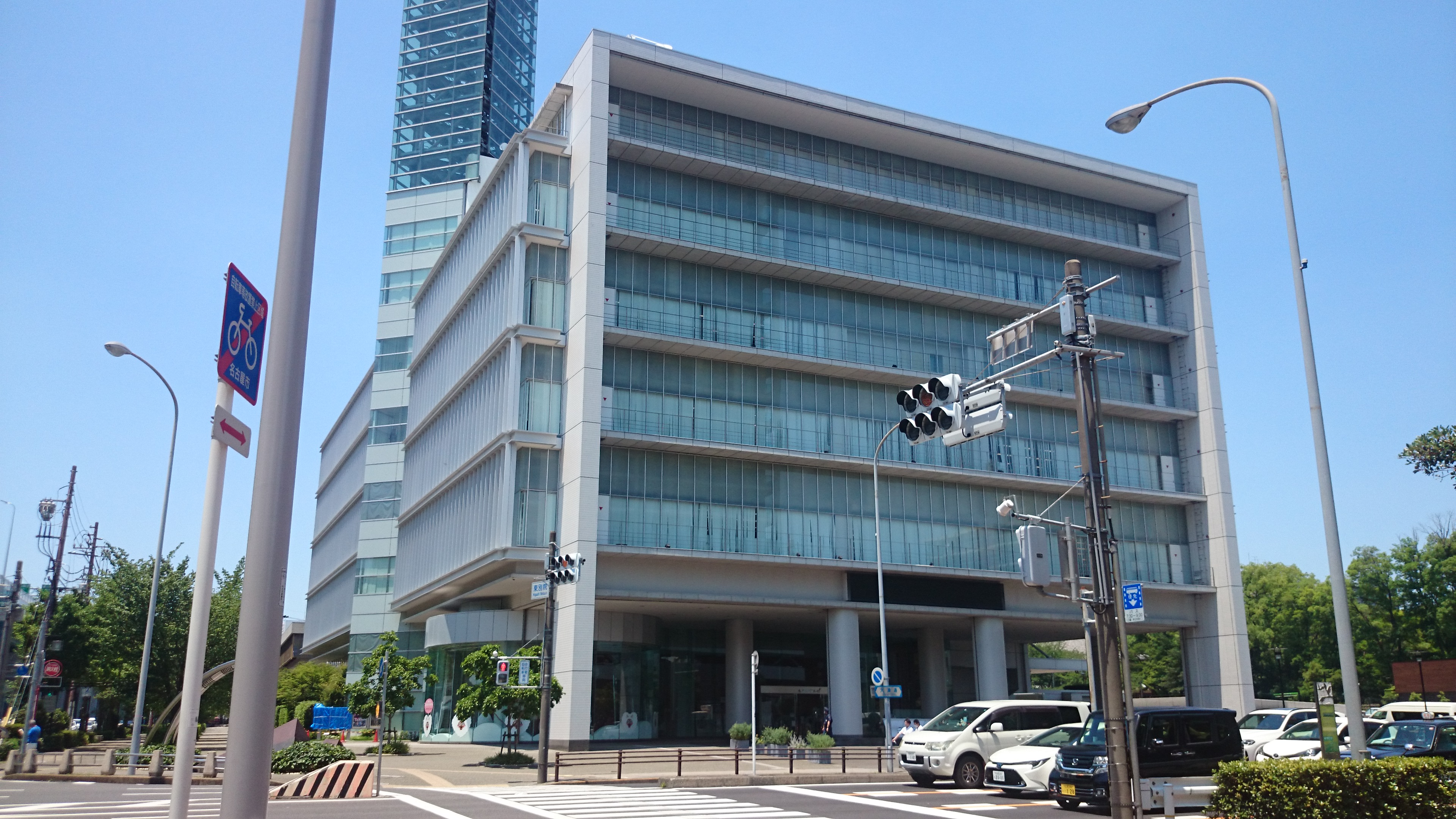
ANNの在名基幹局：名古屋テレビ放送（NBN、メ〜テレ、愛知県名古屋市中区橘）
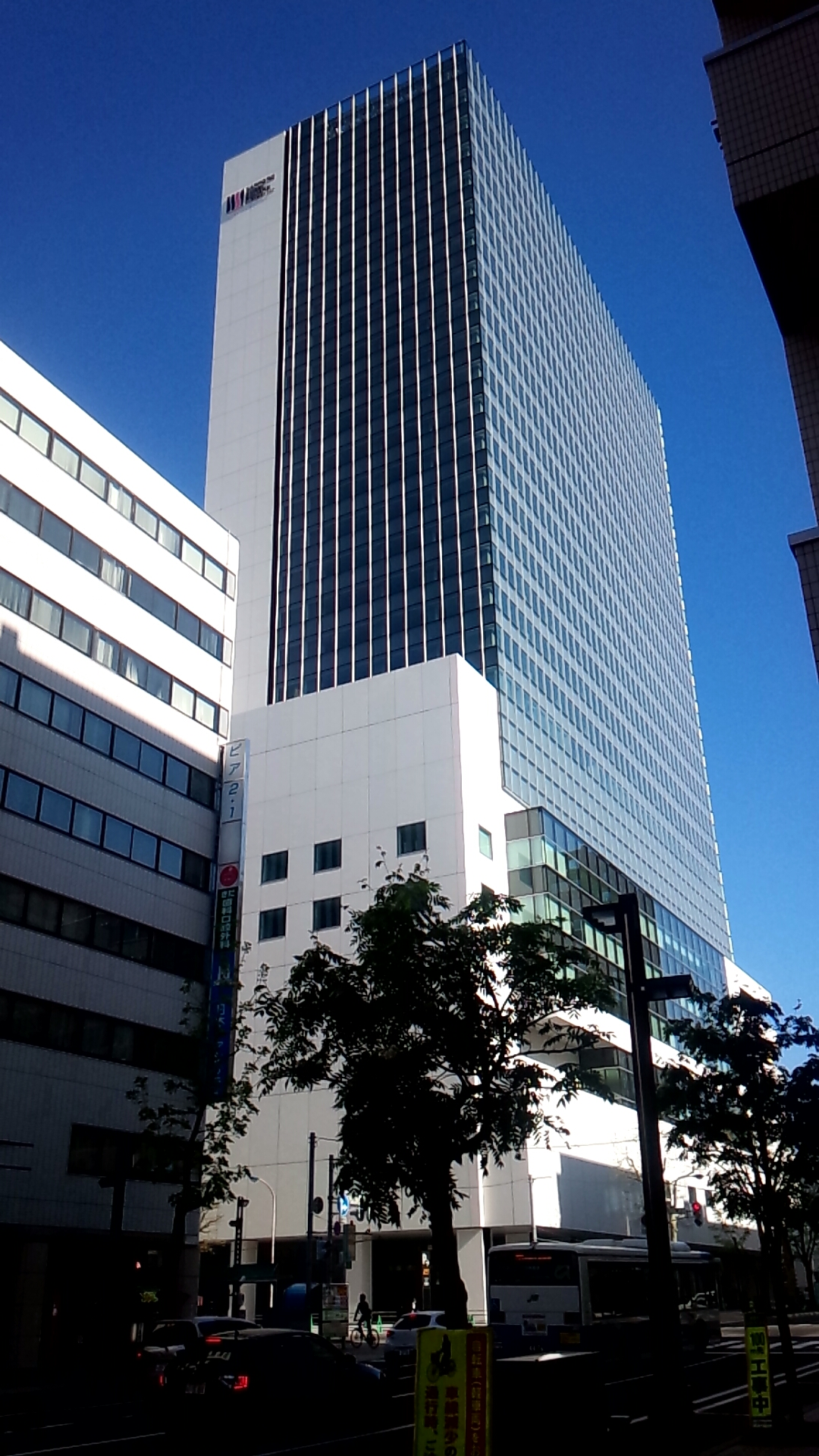
ANNの在札基幹局：北海道テレビ放送（HTB、北海道札幌市中央区北1条西1丁目6番）
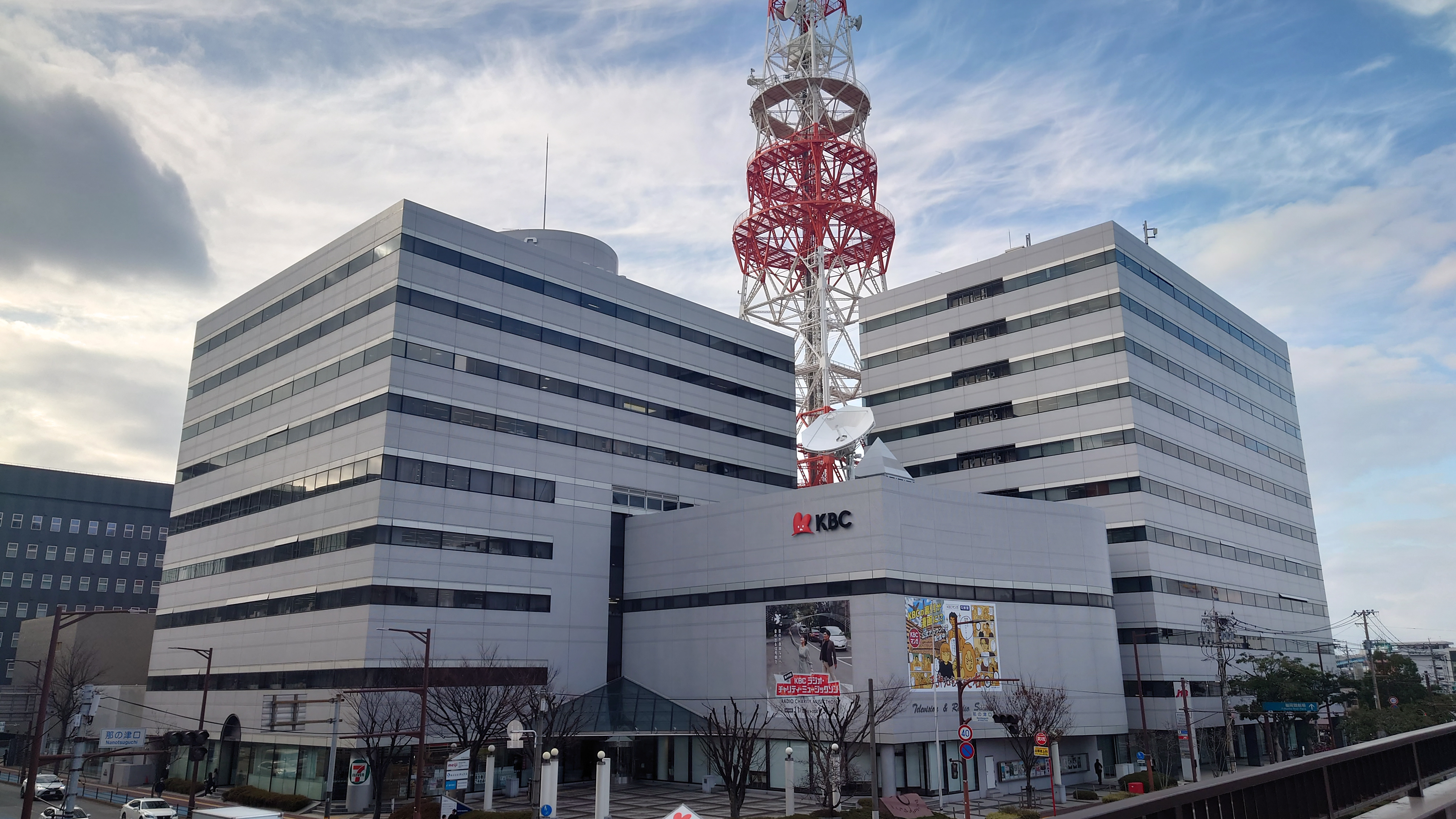
ANNの在福基幹局：九州朝日放送（KBC、福岡県福岡市中央区長浜）
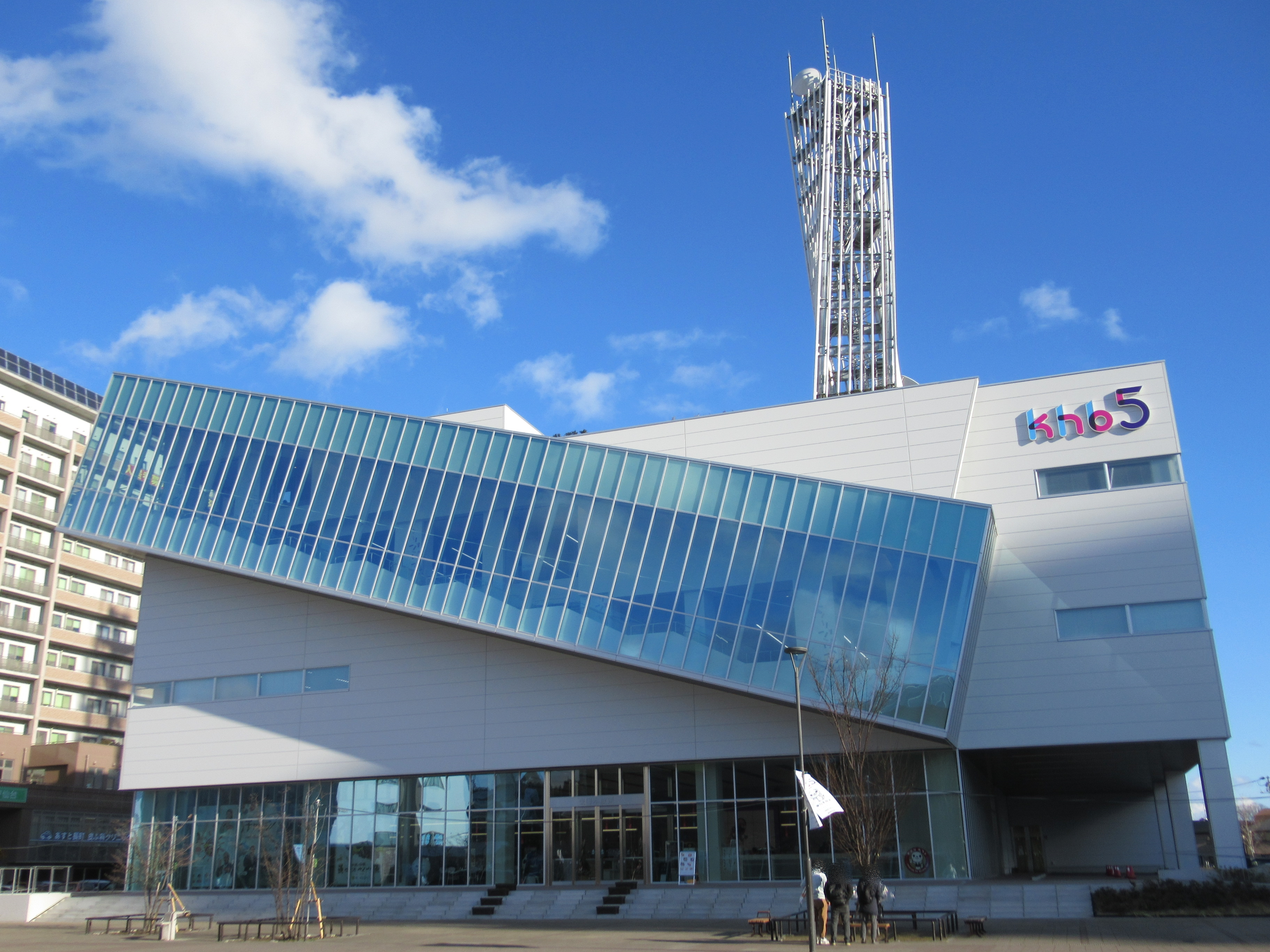
ANNの在仙基幹局：東日本放送（khb、宮城県仙台市太白区あすと長町）

## 支局

### 国内
ここでは報道取材拠点としてのもののみを取り上げる。支局所在地に別途加盟局が存在するもの は除く。
取材網充実のため、加盟局のない地域を中心に支局を置いている。これらの支局は地元のケーブルテレビ会社及び技術会社への委託、もしくは駐在カメラマンの派遣により運営されている。ただし、支局管内で大事件、大規模な自然災害が起きたときは本社やキー局、近くの加盟局から取材の応援が来る。
他のニュースネットワークと違い、ANNは全ての加盟局が無い地域に支局を置いており、民放テレビが1局しかない佐賀県（九州朝日放送）は唯一の域外支局となっている。また、大半の域外支局は朝日新聞リアルエステートが管理する物件を利用している。これは、全国紙の朝日新聞の影響とみられる。
ANNニュースにおける関東ローカル枠や土日午後のスポット枠では、関東のニュース・季節の話題に加えて以下のテレビ朝日の5支局からニュース・季節の話題も伝えられる。
以下は各局のWebサイトや会社案内などには書かれていないが、インターネットタウンページや現地での存在が確認出来たもの。
- テレビ朝日三陸臨時支局[注釈 67]
- テレビ朝日甲府支局
- テレビ朝日富山支局[注釈 68]
- テレビ朝日鳥取支局[注釈 69]
- テレビ朝日米子支局[注釈 70][要出典]
- テレビ朝日松江支局[注釈 71]
- 朝日放送テレビ徳島支局
- 朝日放送テレビ高知支局
- 九州朝日放送佐賀支局

### 海外
2022年9月現在。海外支局はANN加盟各局がANNの承認を得た上で開設し、運営にはANN基金より費用が補助されている。海外支局はテレビ朝日および朝日放送テレビが分担して運営している。かつては静岡朝日テレビも運営していた時期があり、その他の基幹局も一部支局をかつて運営していた時期がある。2023年10月時点では、朝日放送テレビ以外の基幹局および基幹局に準ずる規模の一部系列局が、既存支局への人員派遣という形で協力を行っている。
朝日放送テレビの社員は、同社が開設した支局のみに派遣。（重大ニュースの発生に伴う他支局への応援を含めた）海外取材でも、社員としての肩書が記された名刺を、同社から支給されたうえで使用している。一方、テレビ朝日・朝日放送テレビ以外の系列局から派遣された特派員は形式上テレビ朝日に出向したものとして取り扱われることがあり、テレビ朝日のプロパー社員に準じながらも出身局名を括弧書きした特注の名刺をテレビ朝日が用意する。
なお、テレビ朝日はアメリカのニュース専門放送局CNNと提携しており、重大事件などの際にはCNNの映像を使用することもある。
| 地域              | 海外支局名          | 設置・運営 加盟局 | 備考 |
| ----------------- | ------------------- | ----------------- | --- |
| アメリカ 合衆国   | ANNアメリカ総局     | テレビ朝日        | |
| アメリカ 合衆国   | ANNニューヨーク支局 | テレビ朝日        | 広島ホームテレビからも記者派遣。 |
| アメリカ 合衆国   | ANNワシントン支局   | テレビ朝日        | |
| アメリカ 合衆国   | ANNロサンゼルス支局 | テレビ朝日        | 1984年に開設。 |
| ヨーロッパ 旧ソ連 | ANNロンドン支局     | テレビ朝日        | 1973年3月開設。北海道テレビからも記者派遣。 |
| ヨーロッパ 旧ソ連 | ANNパリ支局         | 朝日放送テレビ    | 朝日放送（JNNの準基幹局）時代の1969年に開設されていた が、ANNがパリ支局を設置していなかったことを背景に、1975年のネットチェンジから「ANNパリ支局」として活動。 |
| ヨーロッパ 旧ソ連 | ANNモスクワ支局     | テレビ朝日        | 1973年10月開設。 |
| アジア アフリカ   | ANN中国総局         | テレビ朝日        | 1976年8月設置。北京に設置。九州朝日放送からも記者派遣。 |
| アジア アフリカ   | ANN上海支局         | 朝日放送テレビ    | 台湾関連の取材も担当。 |
| アジア アフリカ   | ANNソウル支局       | テレビ朝日        | 1975年4月設置。九州朝日放送からも記者派遣。 |
| アジア アフリカ   | ANNバンコク支局     | テレビ朝日        | 1975年6月設置。静岡朝日テレビからも記者派遣。過去にはメ〜テレからの派遣もあった。                                                                              |
| アジア アフリカ   | ANNカイロ支局       | テレビ朝日        | 1976年11月設置。 |

#### 過去の海外支局
- ANNウィーン支局　※九州朝日放送が開設・運営していた。1978年5月設置[PR 9]。プラハ支局の設置により、1986年に閉鎖[26]
- ANNメキシコ支局　※テレビ朝日が開設・運営していた。1978年12月設置[PR 9]。
- ANNサンパウロ支局　※テレビ朝日が開設・運営していた[27]。1984年に閉鎖。
- ANNサイゴン支局　※テレビ朝日が1973年6月に開設、1975年5月に閉鎖[27][PR 6]。
- ANNベイルート支局　※テレビ朝日が1974年1月に開設、1976年10月に閉鎖[28][PR 6]。
- ANNハノイ支局　※テレビ朝日が開設・運営していた[29]。
- ANNベルリン支局　※朝日放送、九州朝日放送が開設・運営していた[30]。
- ANN台北支局　※朝日放送が開設・運営していた[31]。
- ANNシンガポール支局　※名古屋テレビが開設・運営していた。
- ANNマニラ支局　※北海道テレビが開設・運営していた。1987年開設、1993年閉鎖[32]。
- ANNウラジオストク支局　※北海道テレビが開設・運営していた。1992年開設、2000年閉鎖[33]。
- ANNボン支局　※テレビ朝日が1984年開設。1994年度にウィーンに移した。
- ANNプラハ支局　※テレビ朝日が1986年7月10日に開設[34]。

## ネットニュース
随時
- ANNニュース - 1969年12月まで『NETニュース』として放送。

朝
昼
夕方
最終版

## 特別番組
選挙、台風、地震、北朝鮮によるミサイル発射（全国瞬時警報システムによる速報）、他に大型の事件・事故の際に報道特別番組が放送される。ただし、通常のニュース・情報番組の放送枠拡大などで対応する場合もあり、その場合は「ANN報道特別番組」である旨を示すためにオープニングで画面右上に数秒間、ANNのロゴマークが表示される。
『ANN報道特別番組』としてではなく、各番組の「緊急拡大」で番組をつなぎ、実質の報道特別番組を組むこともある。2022年7月8日の安倍晋三銃撃事件を例にとると、事件発生の11時31分は『大下容子ワイド!スクランブル』放送中であったが、『ANNニュース』終了後の第2部から「緊急拡大」を適用し15時48分まで放送。その後『スーパーJチャンネル』も放送開始を1時間前倒しする形で拡大、18時50分からは『報道ステーション』を緊急拡大した。特に日中帯で有事がある場合に組まれることがある。
2024年8月8日の日向灘地震 (2024年)が発生した際、『パリオリンピックスポーツクライミング 女子ボルダー&リード準決勝ほか』放送中に報道特別番組として放送した。なお、同中継はジャパンコンソーシアム制作番組であったことから、独立放送局である東京メトロポリタンテレビジョン（東京都、TOKYO MX、ただし第2チャンネルのみの放送）とサンテレビ（兵庫県、SUN）にもネットされたが、この2局でも報道特番がそのまま放送された例がある。

### 国政選挙
出口調査などを利用し、開票状況を伝える特別番組を放送。朝日新聞社と関係が深い局が多い点を生かし、21世紀に入って以降、特に大規模な選挙では朝日新聞社と共同で選挙報道にあたっている。インターネット上の選挙特設サイトも朝日新聞デジタルとANNが共同で開設している。
2021年10月に実施された第49回衆議院議員総選挙から朝日新聞社に加えて、共同通信社とTBSテレビ（JNN）、フジテレビ（FNN）、テレビ東京（TXN）との6社共同で国政選挙における出口調査を実施している。
主な選挙番組
- ANN選挙開票速報（1971年参院選 - 1983年衆院選）
- 選挙ステーション（1986年衆院選・参院選 - ）
- 朝いち!!やじうま開票速報

### ニュース速報・地震・津波・気象・台風
震度3以上を観測した揺れをはじめとする速報についてはニュース速報の形式で伝え、場合によっては市町村別震度も伝える。なお、その際に表示される画面の地名には唯一振り仮名がふってある。
規模が大きな地震については、長時間にわたって伝える。地震に伴う津波に関しても同様の処置をとる。報道特番を組むか否かの判断は、編成局長に一任されている。これは、台風や突発的な事件・事故の場合も同様。
速報チャイムは、2003年9月の六本木ヒルズ移転前までは「ピロリロリーン」だったが、同年10月の移転後からは「ピロリロン ピロリロン」の2音のチャイムに変更された（ただし、新潟テレビ21・山口朝日放送・九州朝日放送・熊本朝日放送・大分朝日放送・鹿児島放送・琉球朝日放送等では現在でも1世代前のチャイムを使用、北海道テレビ・青森朝日放送・東日本放送・静岡朝日テレビ・北陸朝日放送・メ〜テレ・朝日放送テレビ・愛媛朝日テレビ等では独自のチャイムを使用、長野朝日放送では日本テレビ系列が現在使用しているチャイムを使用、福島放送・瀬戸内海放送ではチャイムを使用しない）。
台風時は各局で編成されるため、すべての加盟局に向けた特別番組の放送は滅多にしない。また、通常のニュース・情報番組のなかで、番組の多くを台風情報に充てるなどして対応する。

## 報道番組以外での系列局共同制作番組
1970年代に、ANN系列のフルネット各局が共同制作を担当する連続ドラマが制作されたことがある。
- 徳川三国志（1975年10月 - 1976年3月）幹事/発局・NET　放送枠・水曜21時台[注釈 78]
- 新・二人の事件簿 暁に駆ける（1976年7月 - 1977年4月）幹事/発局・朝日放送テレビ[注釈 79]　放送枠・火曜20時台
- 海峡物語（1977年4月 - 9月）幹事/発局・ANB 放送枠・木曜22時台
- お手々つないで（1977年11月 - 1978年3月）幹事/発局・NBN　放送枠・火曜20時台
- 東京メグレ警視シリーズ（1978年4月 - 同年9月）幹事/発局・朝日放送テレビ　放送枠・金曜21時台
- 亭主の家出（1978年10月 - 1979年3月）幹事/発局・KBC　放送枠・月曜21時台

その他、1981年から放送されている、全国高等学校野球選手権大会のダイジェスト番組『熱闘甲子園』も、幹事製作は朝日放送テレビ・EXの2社だが、それ以外のANNフルネット各局が「製作協力」という形でクレジットされていた時期があった。

## テーマ音楽・曲
かつてのANNニュース系の番組の多くは共通のテーマ曲を用いていた。
- 1975年 - 1980年9月頃

作曲：宮川泰（別名：パッパヤーのサイケバージョン）
ただし、朝日放送（当時）では、「ABCフラッシュニュース」（腸捻転時代より。同心円の映像）。名古屋テレビ（メ〜テレ）では、「名古屋テレビニュース」の扱いとなって小規模オーケストラベースを採用。
- 1980年10月頃 - 1982年3月頃

作曲：宮川泰（別名：パッパヤーのスタジオバージョン、曲のアレンジを変更）ただし、朝日放送（当時）・メ〜テレは以前と同様に扱う。
- 1982年4月頃 - 1984年9月頃

作曲：不明
ピアノと電子音の初期とシンセサイザー系の後期の物とがある。ただし、朝日放送（当時）のみ一部異なる。CGグラフィックのオープニングアクションは番組別に異なるものとなった。
- 1984年10月頃 - 1985年9月頃

作曲：不明
管弦楽系のオーケストラとなっていた。朝日放送（当時）・メ〜テレは、ユーロビート造りとなる。
- 1985年10月 - 1990年9月

作曲：松岡直也（別名：青屏風）
1985年10月に放映を開始した『ニュースステーション』にあわせて始まった。番組によって違う仕上がりになっていた。朝日放送（当時）・メ〜テレでは、以前と同様に独自の音楽を使用。広島ホームテレビの5分枠は1988年から独自の音楽となる。
ただし土曜・日曜の『ANNニュースフレッシュ』（当時の朝のニュース）では1993年3月まで使われた。
- 1990年10月 - 1993年3月

作曲：窪田宏『ASTINA』（純粋なユーロビート演出が人目を引いた。）朝日放送（当時）のみ「ABCフラッシュニュース」「天気&ニュース」としてサービス区域のテーマ曲（映像もA-SATのパラボラアンテナを使用したCG）を活用。
草原を飛行して、水面に変わり、タイトルが出てくるCG。最後にスタジオが映る。別名草原クリスタルとも言われた。

### 衛星デジタル放送・動画配信関連
- BS朝日（アクセントは、丸みを帯びたアルファベットのAだけ。）
- テレ朝チャンネル（旧屋号tv asahi ch.平成25年度にて現屋号に改称。）
- 朝日ニュースター -旧名称衛星チャンネル（2013年4月よりテレ朝チャンネルに移行 ）
- AbemaNews - ANNが取材した映像は、右下にANNロゴが表示される。

### 番組販売協力局
以下は加盟系列局がない県を中心に主にEX系列との番組販売によるネットの多い放送局を列記している。
- 山梨県
  - 山梨放送（YBS） - NNN/NNS：日本テレビ系列
  - テレビ山梨（UTY） - JNN：TBS系列[注釈 80]
- 富山県
  - 北日本放送（KNB） - NNN/NNS：日本テレビ系列
  - チューリップテレビ（TUT） - JNN：TBS系列[注釈 80]
  - 富山テレビ放送（BBT） - FNN/FNS：フジテレビ系列
- 福井県
  - 福井テレビ（FTB） - FNN/FNS：フジテレビ系列（福井放送が枠の関係で放送できない一部のテレビ朝日系番組を放送[注釈 81]）
- 関西広域圏
  - サンテレビ（SUN） - 独立放送局（毎日放送→朝日放送が枠の関係で放送できない一部のテレビ朝日系番組を放送。過去には上記の広告のようにNETテレビが系列局とみなしていた事例があった）
  - 京都放送（KBS） - 独立放送局（同上）
- 鳥取県・島根県
  - 日本海テレビ（NKT） - NNN/NNS：日本テレビ系列
  - 山陰放送（BSS） - JNN：TBS系列[注釈 80]
  - 山陰中央テレビ（TSK） - FNN/FNS：フジテレビ系列
- 徳島県
  - 四国放送（JRT） - NNN/NNS：日本テレビ系列
- 高知県
  - 高知放送（RKC） - NNN/NNS：日本テレビ系列
  - テレビ高知（KUTV） - JNN：TBS系列[注釈 80]
- 宮崎県
  - 宮崎放送（mrt） - JNN：TBS系列（テレビ宮崎が枠の関係で放送できない一部のテレビ朝日系番組を放送[注釈 80][注釈 82]。また、かつては『全国高校野球選手権大会中継』（決勝戦）を、宮崎県ではmrtで放送していた。）